# 富士スカウト章
富士スカウト章（ふじスカウトしょう）とは、ボーイスカウト日本連盟のベンチャースカウト年代（高校生年代）において最高位のスカウトに与えられる章である。単に富士章と称されることもある。受章後は富士スカウトと呼ばれ、『スカウトの最高位である富士スカウトは、社会の一員としての自律と責任、公共心を備えた、より良き公民となれるスカウトである』と規定される。1955年から2021年までに約6,600人が富士スカウト章を受章している。

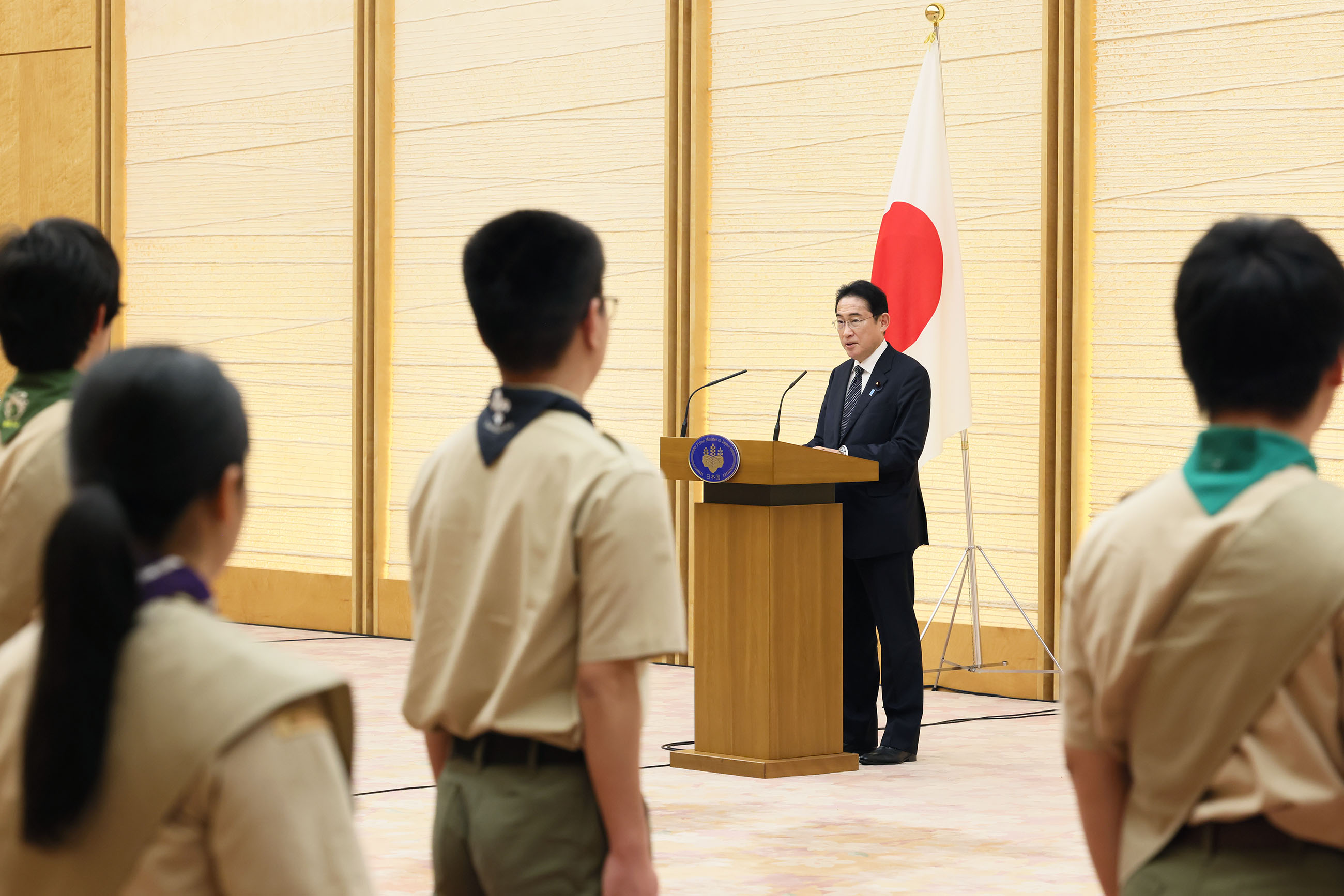
富士スカウト章受章者による内閣総理大臣岸田文雄への表敬

本章は隼スカウト章と同様にベンチャースカウト年代において授与される章であるが、ベンチャースカウト年代だけでなく全年代における『スカウトとしての、進歩課程としての到達点』である。また、スカウトが受章するあらゆる進級章・進歩章のなかで唯一日本ボーイスカウト連盟理事長より授与される章である。また、年に一度、代表スカウトによる東宮御所及び首相官邸の表敬訪問も行われている。
本章の正式名称は富士スカウト章であるが、通称として単に富士章と呼ばれることもある。その場合、従来の富士章とこの富士スカウト章を明確に区別するために、それぞれ旧富士章・新富士章と称されることもある。

## 歴史
ベンチャースカウトとなる以前のシニアースカウトの時代は「2つにあらず」という意味で「不二章」と表記していたが、のちに「富士章」と改められた。その後、富士スカウト章が従来の富士章に置き換わる形で2011年9月1日に施行された。富士章と富士スカウト章はしばらく並行施行されたが2014年4月1日以降は富士スカウト章のみが授与されている。さらに2017年9月1日に取得の条件が変更された。また、2017年の変更ではボーイスカウト年代からベンチャースカウト年代まで一貫した進級課程が導入されたが、2024年4月の改正で進級課程が再度切り離された。

## 取得の条件

### 富士章（旧）
富士章を取得するためには下記の条件を満たす必要がある。
- 隼スカウトで6ヶ月間「ちかい」と「おきて」の実践に最善を尽くす。
- 自己の成長と社会に役立つためのプロジェクトを設定し、少なくとも1ヶ月以上に渡って実施、報告する。
- ハイキング章、スカウトソング章、野営章、野外炊事章、リーダーシップ章、救急章、パイオニアリング章、野営管理章、公民章を含む 15個の技能章を取得。
- 宗教章を取得もしくは信仰に近づくための奉仕活動を実践する。

また、地区面接、連盟面接にて承認される必要がある。

### 富士スカウト章（2011年度版）
2011年に施行された富士スカウト章を取得するためには下記の条件を満たす必要がある。
1. 基本
  - 隼スカウトとして、最低6か月間「ちかい」と「おきて」の実践に最善をつくす。
  - 現在の自分の考えと将来の進路についてまとめ、その内容について指導者と話し合う。
2. スカウト精神
  - 『スカウティング・フォア・ボーイズ』のキャンプファイア物語21、22、及び26 を読み、内容について指導者と話し合う。
  - 地域社会や学校などでの奉仕活動を企画し、隊長の承認を得て実施して報告する。
3. 信仰
  - 宗教章を取得するか、又はその取得に努力をする。
4. 技能章
  - すでに取得した技能章と野営管理章を含め、合計5個以上を取得する。
5. 成長と貢献
  - 隼スカウトになった後、個人又はグループのチーフとして、ベンチャープロジェクトを計画し、隊長の承認を得て実施し、評価を含めた報告書を提出してプロジェクトバッジの認定を受ける。

### 富士スカウト章（現行）
富士スカウト章を取得するためには下記の条件を満たす必要がある。
1. 基本
  - 隼スカウトとして、最低6か月間「ちかい」と「おきて」の実践に最善をつくし、地域や団行事などで発表する。
  - 現在の自分の考えと将来の進路についてまとめ、その内容を隊長と話し合う。
2. スカウト技能
  - 自ら設定する課題により、2泊3日以上の固定または移動キャンプを計画し、実施後、評価を報告書にまとめ隊長へ提出する。
  - 考査員認定の技能章から「野営管理章」を含む合計6個以上取得する（BS時に取得した考査員認定の技能章を含む）。
3. スカウト精神
  - 『スカウティング・フォア・ボーイズ』を読み、自身が今後の人生においてどのように社会に対して貢献できるかを隊長と話し合い感想文を提出する。
4. 奉仕
  - 地域社会や学校などでの奉仕活動を企画し、隊長の承認を得て実施、報告する。
  - 地区、県連盟、日本連盟の行事等に奉仕し、その実績を報告する。
5. 信仰
  - 宗教章を取得するか、取得に対して努力していることを隊長に認めてもらう。
6. 成長と貢献
  - 隼スカウトとして自己の成長と社会に役立つための課題を設定し、個人プロジェクト（研究、製作、実験など）を自ら企画して複数月の期間で実施し、完結させ隊長に報告書を提出し「富士プロジェクト」として地域や団行事で報告する。

## 他国の最高章
海外のボーイスカウトにも富士章に類似した最高位の章がある。
- イーグルスカウト（英語版）

アメリカのボーイスカウトにおける最高位の章。所持者は特別な奨学金を利用できるほか、代表スカウトは大統領晩餐会にも招待される。
- クイーンズスカウト（英語版）

イギリスのボーイスカウトにおける最高位の章。オーストラリアなど旧イギリス領の国などでも同じ。